# Йохан V фон Залм
Йохан V фон Залм (на немски: Johann V von Salm; * 29 юни 1431; † 14 юни 1485) е граф на Залм, барон на Вивие, маршал на Лотарингия.

## Произход
Той е син на граф Йохан IV фон Залм († 2 юли 1431, убит в битка) и втората му съпруга Жана де Жоанвил († сл. 1431), дъщеря на Ансо де Жоанвил, сеньор на Боней († 1378) и Агнес де Пулини († 1378/1379). По-големият му полубрат е Симон III († 1459), граф на Горен-Салм.

## Фамилия
Йохан V фон Залм се жени на 26 октомври 1451 г. за Маргарета фон Зирк (* 1437; † 14 февруари 1520), дъщеря на господар Арнолд VII фон Зирк, господар на Фрауенберг, граф на Монтклер (1403 – 1443) и вилд- и Рейнграфиня Ева фон Даун († сл. 1485). Те имат децата:
- Йохан VI (1452 – 1505), граф на (1/2) Залм, барон на Вивие, женен за Анна д'Харокурт († 1551)
- Никлас (1459 – 1530), граф на Залм-Нойбург, императорски генерал, женен на 18 юни 1502 г. за Елизабет фон Рогендорф († 1507)
- Арнолд († 1517), провост на „Св. Паулин“ в Трир
- Йохана († 1510), омъжена ок. май 1488 г. за граф Йохан фон Валдбург-Зоненберг († 1510)
- Ева (* ок. 1455; † 1521), омъжена на 21 юли 1488 г. за херцог Хайнрих фон Вюртемберг (1448 – 1519)
- Беатркс († 1528), омъжена на 3 ноември 1513 г. за граф Якоб II фон Мьорс-Саарверден († 1514)
- Анна († 1557), омъжена 1527 г. за граф Якоб фон Мандершайд († 1562), господар в Кайл-Фалкенщайн